# Johan Erik Höglander

Långsoffa av björk formgiven av Johan Erik Höglander. Skoklosters slott.

Johan Erik Höglander, född cirka 1749, död 1813, var en svensk stolmakare. 
Höglander blev mästare i Stockholms stolmakarämbete 1777 och sedermera ålderman. Han var ännu aktiv 1790 med upphörde troligen med verksamheten flera år före sin död 1813. Han var gift med Anna Elisabet Granlund och deras dotter Anna Christina (1774–1834) gifte sig 1794 med stolmakaren Ephraim Ståhl.
Höglander signerade sina verk IEH och levererade bland annat möbler till Stockholms slott. Förutom stolar tillverkade han taburetter och soffor. Till en början arbetade han i rokoko men han är framförallt känd för arbeten i gustaviansk stil. Liksom tidens övriga stolmakare använde han sig av såväl brittiska som franska förebilder. 
Han är representerad vid Gotlands museum, Nationalmuseum, Nordiska museet, Röhsska museet, Skoklosters slott och Sörmlands museum.

## Bilder

Taburett på Skoklosters slott av Höglander.
Stol på Skoklosters slott av Höglander.